# Gli sterminatori dei comanches
Gli sterminatori dei comanches (The Rawhide Trail) è un film del 1958 diretto da Robert Gordon.
È un western statunitense con Rex Reason, Nancy Gates, Richard Erdman e Ann Doran.

## Produzione
Il film, diretto da Robert Gordon su una sceneggiatura di Alexander J. Wells, fu prodotto da Earle Lyon per la Terry and Lyon Productions e girato nell'Iverson Ranch a Chatsworth, Los Angeles, California, dall'inizio ottobre a metà ottobre 1957. Il titolo di lavorazione fu The Rawhide Breed. Il brano della colonna sonora The Rawhide Trail, cantato dai The Guardsmen, fu composto da Jack Lloyd (parole) e Andre S. Brummer (musica).

## Distribuzione
Il film fu distribuito con il titolo The Rawhide Trail negli Stati Uniti dal 26 gennaio 1958 al cinema dalla Allied Artists Pictures.
Altre distribuzioni:
- in Brasile (Pista Sanguinária)
- in Grecia (Paranomos ekdikitis)
- in Italia (Gli sterminatori dei comanches)